# Польсько-хорватські відносини
Польсько-хорватські відносини (пол. stosunki polsko-chorwackie, хорв. poljsko-hrvatski odnosi) — історичні та поточні двосторонні відносини між Польщею та Хорватією. Міністерство закордонних справ Польщі оцінює стан відносин між двома країнами як дуже добрий.
Хорватія має посольство у Варшаві та почесні консульства у Кракові, Познані, Бидгощі, Білостоці та Ополі. Польща має посольство в Загребі та почесне консульство у Спліті, відкрите 4 квітня 2019.
Обидві держави — повноправні члени Європейського Союзу, НАТО, ОЕСР, ОБСЄ, Ініціативи трьох морів та Ради Європи. Польща підтримала членство Хорватії в ЄС і НАТО.

## Історія
У ранньому Середньовіччі білі хорвати сусідили з предками нинішніх поляків (віслянами).
До ХХ століття зв'язки Польщі з Хорватією здійснювалися здебільшого через відносини між Польщею та різними суб'єктами, які правили Хорватією, зокрема через зносини Польщі з Австрією та Угорщиною. Польща і Хорватія були об'єднані особистою унією в рамках угорсько-польської унії за часів правління королів Людовика I у 1370—1382 рр. і Владислава III у 1440—1444 рр. Поляки й хорвати билися пліч-о-пліч проти османського вторгнення в Європу в кількох битвах, у тому числі під Нікополем (1396), Варною (1444) та Могачем (1526).
Міждержавні відносини встановилися в 1992 році після розпаду Югославії та здобуття Хорватією незалежності. Польща визнала Хорватію разом із 16 іншими переважно європейськими державами 15 січня 1992 року. Дипломатичні відносини між двома країнами встановлено 11 квітня 1992 року. 1999 року Польща вступила в НАТО. 2009 року до НАТО прийнято Хорватію. 2004 року Польща приєдналася до ЄС. 14 вересня 2012 року Польща стала чотирнадцятою державою Євросоюзу, яка ратифікувала Договір про вступ Хорватії до ЄС, членом якого Хорватія стала у 2013 році.
Під час югославських війн у хорватську 103-тю піхотну бригаду влилася невелика кількість польських добровольців. У 1992—1995 роках у Хорватії дислокувався польський військовий контингент у складі миротворчої місії сил ООН з охорони. З 2018 року в Польщі розташовується хорватський військовий контингент у складі оборонних сил розширеної передової присутності НАТО.
18 квітня 2010 року, день державного похорону Леха та Марії Качинських, у Хорватії оголосили днем національної жалоби у пам'ять про 96 жертв авіакатастрофи під Смоленськом, у тому числі президента Польщі Леха Качинського та його дружину Марію Качинську.
4 липня 2019 року хорватський прем'єр-міністр Андрей Пленкович відвідав Варшаву, де провів розмову зі своїм польським колегою Матеушем Моравецьким, який на пресконференції після їхніх перемовин зокрема зазначив, що Хорватія і Польща завжди мали дружні зв'язки.

## Економічна співпраця
2011 року обсяг двостороннього товарообігу становив 430,5 млн євро. Польща інвестувала в Хорватію 69,3 млн євро, а хорватські підприємства в Польщу — понад 142 млн євро. 2010 року засновано Польсько-хорватську промислово-торговельну палату. У 2019 році взаємний економічний обмін між двома державами перевищив 1 млрд євро.

## Поляки в Хорватії
У Хорватії налічується понад 2000 польських громадян і осіб польського походження, з яких близько 550 — громадяни Польщі. За даними перепису 2011 року, кількість поляків, що проживають у Хорватії, становить 672 людини. Основними осередками польської діаспори є Загреб, Рієка, а також Істрія та Далмація. З травня 2000 року поляки є офіційно визнаною національною меншиною Хорватії. У цій країні діє 6 польських організацій.
Хорватія також є популярним туристичним напрямком для поляків. 2018 року країну відвідали 929 тис. поляків.

## Хорвати в Польщі
Згідно з даними національного перепису населення 2011 р., у Польщі проживають близько 800 осіб хорватської національності. Однією з організацій, що об'єднує польських хорватів, є Асоціація хорватів у Польщі.
2016 року Польщу відвідало 6,9 тис. хорватів.